# Postscript / The Passenger (OV)
Postscript/The Passenger és una obra d'art de Pierre Bismuth, que actualment forma part de la col·lecció permanent del MACBA.

## Autor
Pierre Bismuth viu i treballa entre Nova York i Brussel·les. Interessat en els sistemes de percepció de la realitat, els seus treballs subverteixen els codis perceptius habituals. El cinema és una de les fonts del seu treball i, en molts casos, utilitza també referències lingüístiques i textuals, així com elements i imatges procedents de la indústria i del mercat culturals. Amb gestos de gran eficàcia i sovint amb humor, Bismuth altera els codis de lectura de la imatge establerts en la vida quotidiana. Bismuth acostuma a jugar amb impostures i amb codis creuats per interpel·lar la seguretat amb què el nostre sistema de percepció descodifica l'entorn.
Pierre Bismuth es val de la pràctica artística com a eina per examinar la percepció de la realitat i, en concret, la interpretació dels productes culturals. Amb molta ironia i sovint amb humor, les seves videoinstal·lacions utilitzen referències del cinema, la cultura popular i l'art, amb pel·lícules de clàssics com Joseph L. Mankiewicz i Blake Edwards, personatges de Walt Disney, músics de jazz i treballs d'artistes contemporanis. Bismuth n'altera el so i els colors, mescla codis de lectura visuals i auditius, i es val de múltiples recursos formals per posar en evidència els prejudicis i les paradoxes en què es fonamenta la nostra percepció dels fets.

## Descripció
A Postscript/The Passenger (OV), l'artista reprodueix el so de la pel·lícula de Michelangelo Antonioni The Passenger (1975) a la seva secretària, que no l'havia vist mai abans. L'artista li demana que transcrigui els diàlegs de la pel·lícula, i en detalli els sons i les situacions que a ella li suggereix. El text de la secretària es projecta a la paret, i l'espectador pot escollir entre llegir-lo en silenci o fer-ho escoltant alhora l'àudio de la pel·lícula a través d'uns auriculars. Com que la secretària escolta la pel·lícula una sola vegada i sense cap interrupció ni aturada, comet errors a l'hora de transcriure els diàlegs i narra els fets erròniament. La barreja entre objectivitat i subjectivitat que en resulta li serveix a Bismuth per qüestionar amb gran eficàcia els mecanismes de recepció de la cultura.
La traducció del so a llenguatge (la transcripció de l'àudio de la secretària) mostra que el pas del significat d'un sistema a un altre és sempre un procés d'interpretació subjectiva. Les atmosferes que la secretària evoca i projecta a l'obra d'Antonioni provenen de la seva memòria personal i dels efectes emocionals que li crea la banda sonora del film. ¿Les coses són com les reben els sentits? Com és la percepció dels fets? ¿Hi ha fets o expectatives dels fets? Aquest context experimental desestabilitza els codis de lectura pretesament neutres i qüestiona les relacions suposadament lògiques de les nostres percepcions. Postscript/The Passenger (OV) força l'espectador a ser crític i a situar-se davant de la cultura com a creador i no com a consumidor passiu.